# Patricia Turnes
Patricia Turnes (Montevideo, 20 de noviembre de 1971) es una escritora y música uruguaya.

## Biografía
Su infancia transcurrió entre Buenos Aires, Piriápolis y Maldonado. Escribió en la revista Subte Viajero de Piedra Muerta bajo el seudónimo de Piba Piraña. Ejerció el periodismo cultural en El Día, Semanario Brecha y El País Cultural. Es egresada de la Carrera de Realización Cinematográfica de la Escuela de Cine del Uruguay. Ha realizado cortometrajes y ha realizado producción de arte para televisión. Participó del taller literario del escritor Mario Levrero.
En 2016 comenzó a hacer pública su faceta musical actuando en diversos escenarios de Montevideo. En 2017 edita su primer álbum, «Lentes Oscuros», en 2018 «Yo tenía una vida» y en 2020 «Todo lo que no se cuenta en las canciones de amor». Sus tres discos de estudio así como el EP de «Doméstica realidad» (2020) -la obra de teatro de Florencia Dansilio para la cual compuso música- se encuentran disponibles para descarga libre en la página del sello feel de agua y así como en el Bandcamp de la artista.

## Libros
- 2001, Últimos días con mi familia. Cuentos. Editorial Cauce.
- 2007, Pendejos. Novela. Grupo Planeta.
- 2010, Amor y amistad entre ovejas negras. Novela. Grupo Planeta.

## Discos
- 2017, Lentes oscuros (feel de agua)
- 2018, Yo tenía una vida (feel de agua)
- 2020, Doméstica realidad (EP editado por feel de agua)
- 2020, Todo lo que no se cuenta en las canciones de amor (feel de agua)